# Gérard Dionne
Gérard Dionne (Saint-Basile, 19 juni 1919 – Edmundston, 13 mei 2020) was een Canadees bisschop van de Rooms-Katholieke Kerk.

## Biografie
Dionne werd in 1948 tot priester gewijd. In 1975 werd hij tot bisschop gewijd en werd hij hulpbisschop van het bisdom Sault Sainte Marie in Ontario. Van 1983 tot zijn emeritaat in 1993 was hij bisschop van Edmundston. 
In 2009 oordeelde een rechter dat Dionne als bisschop had nagelaten in te grijpen bij een geval van kindermisbruik door een priester van zijn diocees.